# 北条時親
北条 時親（ほうじょう ときちか）は、鎌倉時代中期の武将。佐介流北条氏の一族。北条時盛の次男。佐介 時親（さすけ ときちか）とも。
時親からみて叔父にあたる北条朝直の子にも時親という名の人物がおり、いくつかの系図においてはその時親と事績が混同されていることがある。
『吾妻鏡』で確認できる時親の活動は、1245年（寛元3年）から1266年（文永3年）までである。尊卑分脈、続群書類従所収の「北条系図」に続古今和歌集に歌が入選していると記されていることと、和歌、蹴鞠、管弦など、「一芸に秀でた者達」が選任される昼番衆という役目に時親が選ばれたことが『吾妻鏡』にあることから、文芸にも長じていたことが推定される。
父時盛は、六波羅探題南方を長年勤め、後年上洛して京都で晩年を送り、また藤原頼経や宗尊親王ら宮将軍が更迭されて帰洛する際、時盛の館に中継地として立ち寄るなど、京都との関係が深く、その為息子である時親も京邑やそこの人々と関係が深かったと類推されている。